# Проти книгопоклонництва
«Про́ти книгопокло́нництва» (кит.: 反对本本主义) — есей 1930 року, написаний Мао Цзедуном, у якому критикується догматизм у формі надмірного покладання на класичні марксистські праці чи органи вищого керівництва.
Пізніше Мао розширив критику догматизму у своєму тексті «Стосовно практики» 1937 року.

## Передумови написання
Мао був добре відомий у Комуністичній партії Китаю (КПК) своїми дослідженнями щодо умов сільського Китаю.  Його погляди на селянство відрізнялися від традиційного марксистського класового аналізу, який підтримувало вишколене в Радянському Союзі партійне керівництво, що іноді призводило до докорів з їхньої сторони у бік Мао.
У 1930 році Мао написав есей «Проти книгопоклонництва», з метою критики того, що він вважав надмірним покладенням на марксистську класику чи вищі партійні органи, у спосіб і аналіз, які відходили від того, що Мао розглядав як реальні умови Китаю. Текст відображає філософську спрямованість Мао на діалектичний матеріалізм.  

## Зміст
Часте гасло Мао «без дослідження немає права висловлюватися» є наскрізною темою всього есею. На думку Мао, «перемога китайської революційної боротьби залежатиме від правильного розуміння китайськими товаришами китайських умов».
Згідно з цією точкою зору, класичні марксистські праці були важливі, оскільки, за словами самого Мао:
|  | ...теорія [Маркса] довела свою правильність у нашій діяльності. <...> Авжеж, книги по теорії Маркса потрібно вивчати, але застосовуючи знання до дійсності нашої держави. Книги необхідні, утім ми мусимо переступити книгопоклонство, яке завжди відірване від реальності |

З цього погляду, марксизм-ленінізм вимагає, аби теорія була прив'язана до місцевих умов через революційну практику.
Що ж до спирання на вищі органи КПК, Мао писав:
|  | Коли ми стверджуємо, що накази вищих за рангом органів правильні, то робимо це не просто через те, що наказ приходить від “вищих за рангом органів”, а тому, що їх вміст відповідає як об'єктивним, так і суб'єктивним умовам боротьби, задовольняє її вимоги |

## Текст есею
- українською;
- китайською;
- англійською.